# Estatura (cómic)
Estatura (Cassandra «Cassie» Lang) es una superheroína ficticia que aparece en los cómics estadounidenses publicados por Marvel Comics. Es la hija de Scott Lang/Hombre Hormiga, El personaje apareció por primera vez en Marvel Premiere # 47 (abril de 1979) como Cassie Lang, en Young Avengers # 6 (mayo de 2006) como Estatura y en Astonishing Ant-Man # 6 (mayo de 2016) como Stinger. Es miembro de los Jóvenes Vengadores y la Iniciativa, ella tiene los mismos poderes que su padre, la capacidad de encogerse y crecer en tamaño; sin embargo, ella manifestó sus poderes mucho más tarde que su primera exposición a las Partículas Pym.
En las películas del Universo Cinematográfico de Marvel, fue interpretada por Abby Ryder Fortson en Ant-Man (2015) y Ant-Man and the Wasp (2018), por Emma Fuhrmann en Avengers: Endgame (2019), y por Kathryn Newton en Ant-Man and the Wasp: Quantumania (2023).

## Historial de publicación
Creada por David Michelinie y John Byrne, Cassie Lang apareció por primera vez en Marvel Premiere # 47 (abril de 1979). Apareció por primera vez como Estatura en Young Avengers # 6 (mayo de 2005) por Allan Heinberg y Jim Cheung. Adoptó la identidad de Stinger en The Astonishing Ant-Man # 6 (mayo de 2015) por Nick Spencer y Mark Brooks.

## Historia

### La Hija de Ant-Man
Cassie Lang es presentada al Universo Marvel como la hija enferma de Scott Lang. Su condición cardíaca congénita obliga a su padre a robar el equipo Ant-Man de Hank Pym y las Partículas Pym, que usa para rescatar al Doctor Sondheim, el único médico capaz de curar la condición de Cassie, de Empresas Tecnológicas Cross.
Después del divorcio de sus padres, Cassie vive la mayor parte de su infancia con su padre, a quien ama y admira enormemente. Aunque Scott hace todo lo posible para mantener en secreto su vida de superhéroe, Cassie descubre gradualmente que él es Ant-Man, y secretamente experimenta con sus suministros de Partículas Pym por su cuenta. Está fascinada con la vida de su padre como superhéroe, y generalmente tiene una buena relación con los colegas de su padre; cuando era más joven, incluso llamó a Tony Stark, «Tío Tony». Sin embargo, su madre y su padrastro temen que su vida con los Vengadores sea insegura para una niña, y reclaman la custodia de Cassie.
El tiempo de Scott como ingeniero para los Cuatro Fantásticos lleva a Cassie entonces a la sede del equipo en la Plaza de las Cuatro Libertades. En el entorno espectacular que Cassie llama hogar, forja una fuerte amistad con el antiguo pupilo del Doctor Doom, Kristoff Vernard. Durante el tiempo que comparten un hogar con los Cuatro Fantásticos, Cassie ayuda a Kristoff a adaptarse a la vida fuera del castillo de Doom, y ella se enamora de él. También es durante este tiempo que conoce a su padre con su identidad de Ant-Man y confiesa que lo sabía desde hacía mucho tiempo.
Después de que los Cuatro Fantásticos desaparecen y el padre de Cassie se encuentra sin trabajo, Scott toma el empleo en Oracle, Inc. con Héroes de Alquiler (H4H) Mientras trabajaba con los Héroes de Alquiler, Cassie tiene otras aventuras, activa accidentalmente el Super-Adaptoide y recibe horribles visiones de lo que vendrá. El H4H fácilmente derrotó al Súper Adaptoide, y la participación de Cassie en estos eventos oscuros ayuda a su padre y sus aliados a derrotar al Maestro del Mundo en una batalla por el destino de la Tierra. Todas estas aventuras le dan a Cassie el gusto por la vida llena de acción de un superhéroe, pero hace que su madre tome la custodia exclusiva de Scott.
Como resultado de mantener a Cassie lejos de su padre Scott, se amarga más y más hacia su madre, y aún más hacia su padrastro Blake Burdick. Como oficial de policía, no puede soportar el mundo de los superhéroes que la joven ama, y sin éxito trata de mantener a Cassie y Scott separados. Durante años, Cassie visita a su padre siempre que es posible, para disgusto de su madre y su padrastro, hasta los eventos de «Los Vengadores Desunidos», cuando Scott muere debido a las acciones de una demente Bruja Escarlata.
Cassie se refugia en sí misma, culpando a Blake por no ser capaz de entenderla como siempre lo hizo su padre. Blake intenta sin éxito ser un padrastro afectuoso, a pesar de estar a veces distante de ella, de ver a su hijastra como una chica «menos que brillante». Algún tiempo después de la muerte de su padre y después de otra confrontación con su madre y su padrastro, Cassie decide huir a Los Ángeles para unirse a los Runaways, pero luego de ver a los «Jóvenes Vengadores» en televisión justo antes de irse, ella cambia sus planes, como ella más tarde le dice a Jessica Jones.

### Jóvenes Vengadores
Iron Lad, una versión más joven del clásico enemigo de los Vengadores, Kang el Conquistador, desesperado por encontrar ayuda contra su ser futuro después de enterarse de lo que será, utiliza la base de datos de Visión para rastrear y reclutar a jóvenes con superpoderes conectados con la historia de los Vengadores; sin embargo, Cassie Lang no es una de las personas en la lista. Deseando unirse a los Jóvenes Vengadores, ella y Kate Bishop se encuentran con los jóvenes héroes en la Mansión de los Vengadores; cuando se niegan a dejar que se unan o le permiten tomar el equipo de su padre, ella los regaña con enojo, solo para descubrir, para su propia sorpresa, que al hacerlo había aumentado su tamaño. Más tarde confiesa que había robado repetidamente partículas Pym de su padre durante años, pero hasta entonces parecía que nunca tuvieron ningún efecto sobre ella. Cassie luego muestra la capacidad de también encogerse.
Iron Lad le asegura que si Visión hubiera sabido que había desarrollado poderes, habría sido parte de sus planes para los Jóvenes Vengadores, por lo tanto, la habría aceptado como compañera de equipo; luego toma parte en la batalla contra Kang, que termina en la derrota del villano. Sin embargo, como la línea de tiempo alterada hace que varios de ellos desaparezcan, Iron Lad se da cuenta de que debe regresar a su propio tiempo y aceptar el hecho de que se convertirá en Kang, para gran pena de Cassie, ya que se había enamorado de él.
Mientras que el Capitán América y Iron Man ordenan que el equipo se disuelva, tanto Cassie como Kate se niegan y convencen a los demás para que mantengan activo al equipo; después de considerar inicialmente Ant-Girl o Giant-Girl, finalmente adopta el nombre clave Estatura, junto con un nuevo disfraz basado en el de su padre. A pesar de esto, se siente culpable al escuchar a su madre y su padrastro hablar sobre la posibilidad de ser miembro del equipo, mostrando que la ira o la culpa la hacen crecer o contraerse, lo que refleja metafóricamente que se está volviendo violeta sobre los problemas familiares. Después de decidir continuar con su vida como superhéroe, Cassie escucha a su padrastro hablando con su madre. Sospechan que ella es secretamente Estatura, pero se niegan a creerlo. Más tarde, Jessica Jones habla con la madre de Cassie y confirma la identidad dual de Cassie. La madre de Cassie está abrumada por esta noticia y le ruega a Jessica que no le cuente nada a su marido debido a su odio hacia los superhéroes; también le preocupa que, a pesar de que Cassie se haya curado de su enfermedad cardíaca, su corazón no sea capaz de soportar la tensión del cambio continuo de tamaño.
Cuando Jessica Jones le pregunta a Cassie si ni siquiera hay una pequeña parte de ella deseando una vida normal, Cassie responde: «Srta. Jones, mi padre era Ant-Man. Nunca tuve una vida normal».
En la serie limitada de Civil War, Cassie, junto con sus compañeros Jóvenes Vengadores, se unen a la resistencia del Capitán América a la Ley de Registro de Superhéroes; ella y el resto de su equipo se quedan en una casa segura, mientras Nick Fury organiza nuevas identidades secretas para ellos. Durante este tiempo, ella participa en un esfuerzo de rescate, que resulta ser una trampa colocada por Iron Man: durante la batalla posterior, Goliath es asesinado por un clon de Thor y su compañero de equipo, Wiccan es capturado. Después, Cassie opta por dejar el lado del Capitán América y registrarse, citando sus razones por su deseo de luchar contra los villanos en lugar de policías y otros héroes.

### La Iniciativa
Cassie Lang se une a la Iniciativa como aprendiz. Junto con otros miembros de la Iniciativa como Dusk, Tigra, Silverclaw y Araña, ella es atrapada por el Amo de las Marionetas. Aunque ella (junto con los demás) está mentalmente controlada para luchar contra Ms. Marvel, finalmente es liberada del control mental.
Su tiempo en Camp Hammond la pone en contacto con el sucesor de su padre, Ant-Man: Eric O'Grady. O'Grady hace varios comentarios despectivos sobre su padre, sin darse cuenta de que está al alcance del oído; esto causa una pelea literalmente gigante entre los dos ya que ambos crecen a sus formas gigantes. Después de que O'Grady toma un autobús y golpea a Lang con él, Henry Pym interviene. Taskmaster rompe la lucha atacando sus tendones de Aquiles de tamaño gigante, haciendo que los tres choquen contra el suelo.
Más tarde, Visión visita a Cassie, disfrazándose de Tony Stark para llevarla a una cita. Después de luchar contra un intento de AIM por robar la Visión, confiesa que debido a que fue programado basándose en los patrones mentales de Iron Lad, comparte la atracción de Iron Lad hacia ella, y espera poder amarlo; Cassie no está segura, pero no lo rechaza, diciéndole que le dé tiempo para arreglar las cosas.
Cassie accidentalmente hiere a su padrastro Blake mientras detiene al Hombre Creciente. Su culpabilidad la hace seguir encogiéndose, y los otros Jóvenes Vengadores intentan sacarla de ella antes de que ella se encoja en la inexistencia. Con la ayuda del Patriota, ella acepta las responsabilidades y riesgos de su posición como parte de los Jóvenes Vengadores y la Iniciativa, razonando que Blake también enfrenta los riesgos como un policía.

### Invasión Secreta
Estatura lucha contra la invasión Skrull de Manhattan como parte de la Iniciativa. Ella crece más grande que el Skrull Yellowjacket y lo golpea.

### Dark Reign
A raíz de la invasión Skrull, Cassie Lang deja la Iniciativa al comienzo de la historia de Dark Reign y vuelve a unirse a los Jóvenes Vengadores. Cassie y Visión (ahora aparentemente en una relación) vuelan a las ruinas de la Mansión de los Vengadores, habiendo sido convocados por Wiccan con advertencias de una gran amenaza mágica. Después de encontrar a sus compañeros de equipo convertidos en piedra, se encuentran con la Bruja Escarlata que los transporta para ser parte de los Poderosos Vengadores, liderados por Hank Pym. A pesar de su desconfianza evidente y vocal de Bruja Escarlata, a quien responsabiliza por la muerte de su padre, ella permanece en el equipo. Durante un enfrentamiento con los Cuatro Fantásticos por un dispositivo del difunto Bill Foster, ella se rehúsa a participar en el ataque y en su lugar les advierte sobre lo que realmente estaba sucediendo, citando su renuencia a pelear con aquellos que ella siente que son familiares para ella. Finalmente, la desconfianza de Cassie sobre Bruja Escarlata la lleva a exponerla como Loki disfrazado. Mientras forma parte del equipo, Lang también lucha contra un semidiós en Mount Wundagore y un homicida antiguo Inhumano.
Norman Osborn más tarde monta un ataque a gran escala en Asgard. Trabajando en equipo con el resto de los Poderosos Vengadores una última vez, Cassie y Vision ayudan a detener a los Thunderbolts de lanzar la lanza de Odin (un arma asgardiana de poder prácticamente ilimitado) a Iron Patriot; en la batalla, ella también lucha contra el nuevo Ant-Man nuevamente.

### Era Heroica
En algún momento, Cassie solicita un trabajo de niñera con Jessica Jones y Luke Cage, aunque más con la esperanza de encontrar su camino en las filas de los Nuevos Vengadores en lugar de cualquier dedicación al cuidado de niños; ella es despedida a favor de Chica Ardilla.

### La Cruzada Infantil y Muerte
Cuando la energía mágica descontrolada de Wiccan casi mata a varios miembros de los Hijos de la Serpiente, los Vengadores comienzan a temer que pueda convertirse en otra Bruja Escarlata; explican a los Jóvenes Vengadores cómo la Bruja Escarlata se volvió loca después de la pérdida de sus gemelos, lo que provocó la muerte del Visión original y de Scott Lang, y dejó a casi todos los mutantes del mundo sin poder. Cuando Wiccan no está segura de qué hacer, Cassie sugiere que intenten encontrar a la Bruja Escarlata, creyendo que si pueden demostrarle que sus hijos están vivos, ella puede revertir todo lo que ha hecho, incluido la muerte de su padre.
Durante la búsqueda del equipo en Latveria, Cassie se reúne con Iron Lad, y cuando lleva al equipo de vuelta al período de los Vengadores Desunidos, puede llevar a su padre hacia adelante en el tiempo, evitando su muerte original por el ataque de Jack de Corazones. Después de manifestar sus poderes frente a él, Scott le dice que está orgulloso de ella.
Después de que la Bruja Escarlata es encontrada, la Doctora roba sus poderes de deformación de la realidad y lucha contra las fuerzas combinadas de los Vengadores y los X-Men. Como Doom aparentemente mata a su padre (que de hecho logró achicarse y escapar con heridas menores), Cassie, angustiada, carga contra el dictador superpoderoso, ganando tiempo para que Bruja Escarlata y Wiccan preparen un hechizo conjunto para eliminar sus nuevos poderes; sin embargo, Doom toma represalias lanzando a Cassie un hechizo explosivo, matándola. Aunque Iron Lad se ofrece para llevarla al futuro para salvarla, su oferta es rechazada por los otros Jóvenes Vengadores, ya que está más en línea con lo que Kang haría que lo que un Vengador debería hacer. Mientras contemplaba reconstruir la Visión (quién Iron Lad destruyó en rabia cuando protestó contra sus planes para salvar a Cassie), los Jóvenes Vengadores se dan cuenta de que tendrían que contarle a Visión restaurado sobre la muerte de Cassie, y así decidir no seguir adelante con la reconstrucción. Kate expresa su deseo de creer que Visión y Cassie están juntas de alguna manera en la otra vida. El equipo se disuelve y se construye una estatua de Cassie y la Visión en honor a los jardines de la mansión.

### Resurrección
Bentley 23 (una clonación del Mago) de la Fundación Futura más tarde postula que debido a la naturaleza inestable de las Partículas Pym, el cuerpo de Cassie podría posiblemente regenerarse en una forma iónica similar a la resurrección del Hombre Maravilla; él sugiere desenterrar el cadáver para comprobar que está seguro de que sus compañeros piensan lo mismo.
Durante la historia de AXIS, Doctor Doom se transforma en una forma más heroica y altruista como resultado de la batalla con Red Skull que involucró un hechizo que invirtió héroes y personalidades de villanos. En busca de la redención por sus crímenes pasados, pero solo capaz de utilizar el poder suficiente para alterar un evento clave, Doom elige usar ese poder para resucitar a Cassie. Luego se la ve llorosa reuniéndose con su padre y su nueva novia, Darla Deering.
En la serie en curso de Ant-Man, se le muestra viviendo una vida normal como estudiante de secundaria. Preocupado de que el estilo de vida y las acciones de Scott puedan atraer más peligro para ella, la madre de Cassie decide mudarse a Miami a pesar de la renuencia de Cassie. Scott, sin embargo, decide trasladarse allí para permanecer cerca de su hija. Luego Crossfire la secuestra en nombre de Augustine Cross de Empresas Tecnológicas Cross; Cross cree que el corazón irradiado con partículas de Pym de Cassie puede sustentar el cuerpo enfermizo de Darren Cross. Scott no llegó a tiempo para evitar el trasplante del corazón de Cassie (que sin embargo causó que el revivido Darren Cross se encogiera incontrolablemente) y por eso la Dra. Sondheim se vio obligada a trasplantar otra en el cuerpo de Cassie, con Scott reduciendo su sistema inmunológico lo suficiente para asegúrese de que no sea rechazado mientras Cassie sobrevivía sin saber lo que le había sucedido, Scott quedó tan conmocionado por esa experiencia que decidió dejarla, razonando que no podía arriesgarse a volver a ponerla en peligro y que ella se merece una vida normal y feliz que no puede proporcionar.
Cassie, ahora sin poderes, lucha con sus actividades cotidianas, mientras se siente frustrada por su estado actual; sintiéndose resentida por la aparente desaparición de Scott, luego se sorprende y se indigna al saber que él la estaba siguiendo secretamente, cuidándola. Un día, ella se reúne con Kate, que ha descubierto su resurrección; a pesar de su falta de poderes, sigue a su amiga a un escondite del Imperio Secreto, pero casi muere, lo que alimenta aún más su frustración, a pesar de las garantías de Kate de que ella sigue siendo especial a su manera. Sin embargo, Cassie finalmente decide recurrir al nuevo Power Broker para recuperar sus poderes; aunque se da cuenta de que ella no tiene intención de convertirse en un supervillano, él le cuenta que Darren Cross le había robado el corazón y que su padre se lo había ocultado. Power Broker ofrece un trato, en el cual él le concederá su deseo, si se infiltra en la base de Cross para cerrarlo; Cassie acepta, y adopta el nuevo nombre en clave Stinger. Cuando Scott se entera de su desaparición, se apresura a ayudarla, pero termina siendo capturado en su lugar; sin embargo, Cassie logra que su equipo lo ayude a escapar. Al final, sin embargo, debido al espectáculo de Darla, terminan siendo descubiertos por la policía; para proteger a su hija, Scott toma la culpa y afirma que secuestró y la obligó a ayudarlo. Cassie captura a Power Broker poco después del arresto de su padre. Cuando Cassie finalmente confiesa a su madre lo que hizo, Peggy la lleva al juicio, donde Darren Cross en el traje Yellowjacket y sus secuaces (Crossfire y Egghead) irrumpieron en la sala del tribunal para vengarse de Scott. Cassie se apresura a ayudar a su padre, y los dos hacen las paces durante la pelea, que termina con Cassie derrotando a Cross. La madre de Cassie es llamada como la última testigo de cargo, pero sorprendentemente ella declara que Scott era inocente, ya que siempre cuidó a Cassie y siempre ha sido su héroe, admitiendo que él tomó la culpa por lo que hizo; esto permitió que Scott fuera absuelto. Después, Cassie finalmente recibe la bendición de su madre como superhéroe, y se une a su padre como un nuevo dúo de lucha contra el crimen.

## Poderes y habilidades
Cassie Lang tiene la capacidad de aumentar o disminuir su tamaño. Ella puede llegar aproximadamente a 40 pies (12 m) de altura y puede reducirse el tamaño de una hormiga. Sus habilidades parecían estar alimentada por sus emociones. Ella crece cuando se enoja y se contrae cuando se siente culpable. Cassie parece haberse vuelto más poderosa desde la primera demostración de sus poderes, ya que tiene en los últimos números sobrepasaron su límite de crecimiento anterior. Al principio, ella se esforzó para reducir el tamaño de 6 pulgadas y crecer a 10-15 pies. Ella se ha visto cada vez más grande que el Skrull Yellowjactet, que podría crecer hasta un mínimo de 100 pies (30 m) de altura. Se estableció que ella y Hank Pym comparten un límite superior de alguna parte alrededor de 250 pies (76 m) de altura, y que, si mantiene sus dimensiones más grandes durante demasiado tiempo, Cassie sufrirá a partir de cepas que con el tiempo la obligará a contraerse de nuevo hacia abajo.
Como Stinger, que tiene un casco similar a la de Ant-Man, lo que le permite comunicarse y control con «más de cinco mil especies de hormigas e insectos»; que también se divierte un traje con alas bio-sintético que le permiten volar, y que puede disparar ráfagas de bio-eléctrico de las muñecas.

## Otras versiones

### MC2
En el universo MC2, Cassie se ha convertido en Stinger y es miembro del grupo A-Next. Aunque es la integrante más vieja de A-Next, de alrededor de 20 años, y la única en el equipo original con una vida profesional y antecedentes científicos, su padre la sigue adorando, y se preocupa constantemente por su recién descubierta vida de superhéroe. Posee muchas habilidades diseñadas originalmente por Henry Pym, que incluyen cambio de tamaño, vuelo, comunicación con insectos y disparos bioeléctricos de «aguijón» (así como dardos sedantes artificiales «aguijones»), todos basados en su traje y su casco. Ella no parece ser capaz de aumentar su tamaño y fuerza, a diferencia de su versión de continuidad principal.

### Avengers Fairy Tales
En el número 3 de Avengers Fairy Tales, Cassie Lang es retratada como Alicia de Alicia en el país de las maravillas. Ella se encuentra con las versiones Wonderland de los Jóvenes Vengadores. Al principio, sus emociones hacen que crezca y se encoja más allá de su control. También conoce versiones de Wonderland de Ant-Man (Scott Lang) y Tigra.

### What If?
- En la historia de What If «The Leaving», que tiene lugar cincuenta años en un futuro alternativo, Cassandra es una niñera para la anciana Bruja Escarlata.[51]
- En «What if Iron Man Lost the Armor Wars», Justin Hammer toma como rehén a Cassie para forzar la cooperación de Scott Lang contra su benefactor Tony Stark. Cuando Hammer luego es asesinado y su conocimiento sobre la armadura de Iron Man reclamado por AIM, Scott y Cassie también son tomados como rehenes por ellos, pero finalmente son liberados por Stark vestido con la armadura de la Potencia de Fuego.[52]
- En el segmento «¿Qué pasaría si la Guerra Civil se terminara diferente?» Titulado «¿Qué pasa si el Capitán América lideró todos los superhéroes contra la Ley de registro?», Cassie estuvo entre los primeros superhéroes asesinados en un enfrentamiento con Centinelas lanzados por el gobierno durante la primera batalla.[53]

### La Cruzada Infantil
Cassie Lang, bajo el nombre clave Estatura, fue con su equipo en la búsqueda de la Bruja Escarlata. En la línea de tiempo futura alternativa vislumbrada durante la Cruzada Infantil, Cassie se mostró como miembro de los futuros Vengadores bajo el nombre en clave Stinger. Más tarde se reveló que había sido Wiccan, ahora rebautizado como Hechicero Supremo, haciéndose pasar por Stinger para hacer que Iron Lad retroceda en el tiempo.

### Ultimate Marvel
La versión Ultimate Marvel de Cassie Lang aparece en Ultimate Comics: Ultimates inicialmente como Giant-Woman, y más tarde como Estatura. Un miembro del escuadrón de Mujeres Gigantes de Ultimates Reserves, ella fue lavada del cerebro por el hijo de Thor, Modi, para luchar contra Spider-Man, pero es derrotado. Giant-Woman luego se recupera y rescata el disparo por el Helicarrier de S.H.I.E.L.D. durante una escaramuza con HYDRA. Posteriormente, Monica Chang le ofrece a Giant-Woman un lugar en los Ultimates debido a la valentía que mostró durante la batalla con HYDRA. Sin embargo, Estatura más tarde resurgió como miembro de los Comandos Aulladores de Nick Fury, como la asistencia en contra de Reed Richards y los Ultimates Oscuros.

## En otros medios

### Televisión
- Cassie Lang aparece en la serie The Avengers: Earth's Mightiest Heroes, segunda temporada, con la voz de Colleen O'Shaughnessey. En el episodio ¿Quien se robó al Hombre Hormiga?, ha sido capturada por Crossfire por lo que Scott Lang podría devolver el dinero que se le debe. Con la ayuda de Hank Pym y los Héroes de Alquiler (Luke Cage y Puño de Hierro), el Hombre Hormiga rescató a Cassie de los secuaces de Crossfire.
- Cassie Lang aparece en el episodio corto de Ant-Man, «Science Fair», con la voz de Laura Bailey.[62]

### Películas
Cassie Lang aparece en películas ambientadas en el Universo cinematográfico de Marvel.
- Ella es interpretada de niña por la actriz Abby Ryder Fortson en la película Ant-Man (2015).[63][64] En la película, Scott Lang recurre al robo para pagar la manutención de los hijos para poder volver a ver a Cassie. Ella es rehén de Darren Cross/Yellowjacket y luego descubre que su padre es Ant-Man.
- Fortson repite su papel en la secuela Ant-Man and the Wasp que se lanzó en julio de 2018.[65] En la película, pasa un tiempo con su padre Scott estando bajo arresto domiciliario, pero a veces le cubre la espalda al evitar que el oficial del FBI, Jimmy Woo lo atrape, al decir que quiere ser una superheroína como su padre. Al final, fue su primera vez en encogerse como un insecto, al pasar un rato con su padre y su novia, Hope van Dyne.
- Emma Fuhrmann retrata una versión adolescente de Cassie en Avengers: Endgame (2019).[66] En la película, en 2023, cinco años después del chasquido de Thanos, todavía se la ve viviendo en la casa de su madre en un San Francisco posapocalíptico, aunque no está claro si su madre aún está viva.
- Cassie aparece como joven adulta en la película Ant-Man and the Wasp: Quantumania (2023), interpretada por Kathryn Newton.[67] En la película, se volvió una activista al ser arrestada por la policía, luego de que su padre Scott y su madrastra Hope fueran por ella. Con interés en el Reino Cuántico, Cassie trabaja con Hank Pym y Janet van Dyne para construir un satélite cuántico, así como su propia versión púrpura de un traje de "Ant-Man". Al mostrar este satélite a su padre, es pirateado y ella, su padre, Hope, Janet y Hank son absorbidos por el Reino Cuántico. Allí, ella y su padre aprenden sobre el multiverso y se enfrentan a Kang el Conquistador, además de reencontrarse con Darren Cross, ahora como M.O.D.O.K.

### Videojuegos
- Cassandra Lang aparece como un personaje jugable en Lego Marvel Avengers como Estatura y en la versión Ant-Man de Cassie Lang.
- Stinger aparece como un personaje jugable premium en Marvel Avengers Academy como parte del evento Jóvenes Vengadores.[68]
- Cassie Lang aparece como personaje jugable en Marvel Contest of Champions.